# علم الوثائق

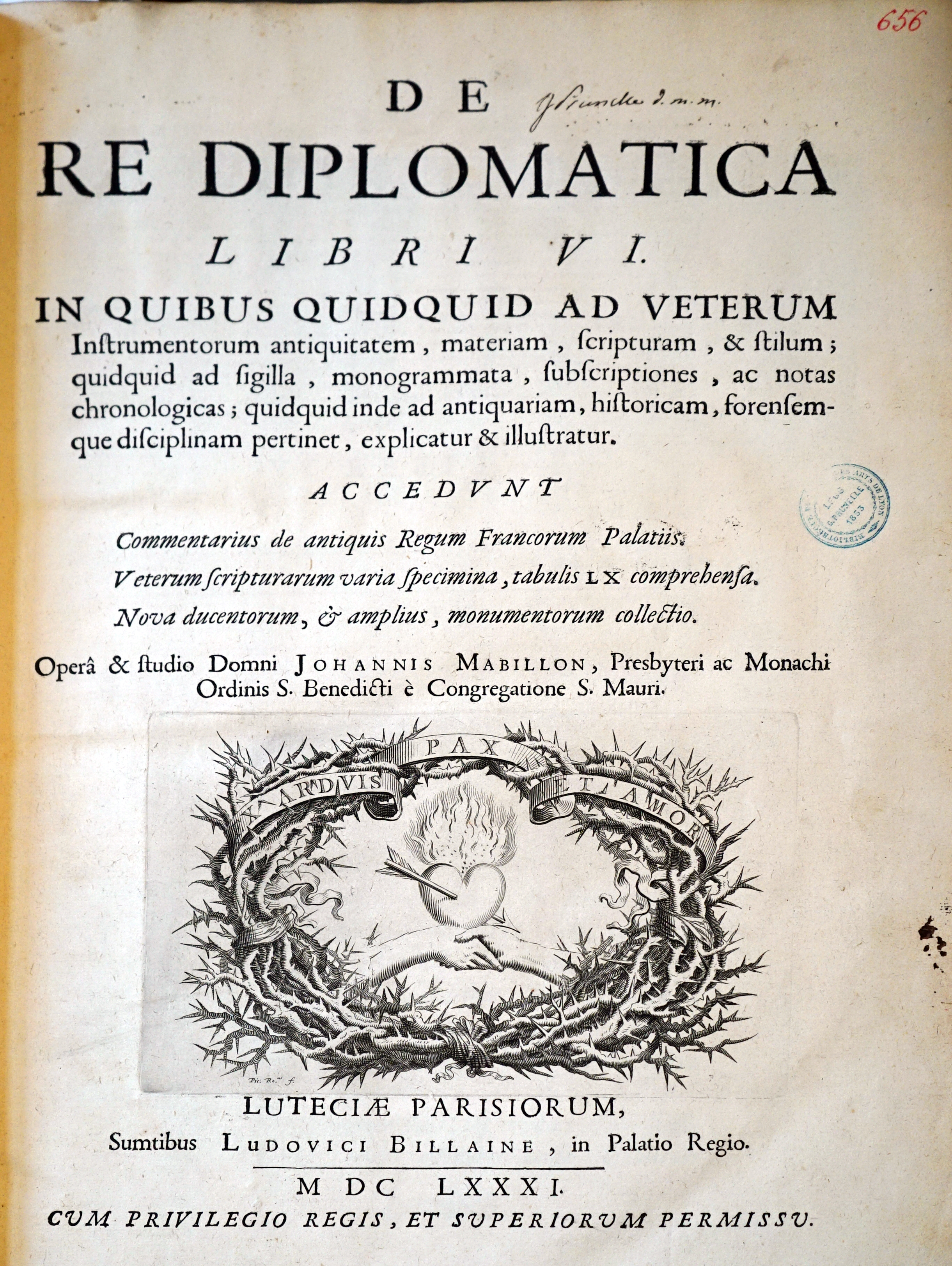

علم الوثائق أو علم المستندات القديمة (بالإنكليزية: Diplomatics، نقحرة: دبلوماتيك) نظام علمي يرتكز على التحليل النصي للمستندات، خصوصًا المستندات التاريخية، ولكن ليس حصريًا. وهو يركز على الإتفاقيات والبروتوكولات والصيغ التي استخدمها من قاموا بعمل المستندات، مع استخدامها من أجل زيادة الوعي بعملية إنشاء المستندات، ونقل المعلومات، والعلاقات بين الحقائق التي تهدف المستندات إلى تسجيلها والواقع الملموس.
وقد تطور هذا النظام مبدئيًا تطور أداة لدراسة وتحديد مدى أصالة المواثيق والدبلومات التي تصدرها السفارات الملكية والباباوية. وقد لقت القدرة على تطبيق العديد من المبادئ الرئيسية بعد ذلك على أنواع أخرى من المستندات الرسمية والوثائق القانونية وعلى المستندات غير الرسمية مثل الخطابات الشخصية، وحديثًا، على بيانات تعريف السجلات الإلكترونية، تقديرًا كبيرًا.
يعد علم الوثائق أحد العلوم التاريخية الإضافية. ويجب ألا يُخلط بينه وبين النظام الشقيق له علم الكتابة اليدوية القديمة (كما يحدث غالبًا). وفي الواقع، فإن التقنيات الخاصة به تشترك بشدة مع الأنظمة الأدبية الخاصة بنقد النصوص والنقد التاريخي.

## تأثيل الكلمة الإنكليزية
علم الوثائق (بالإنكليزية: Diplomatics) لا يتعلق من قريب أو بعيد بالدبلوماسية رغم التشابه اللفظي للاسم اللاتيني. فقد جرى اشتقاق كلا المصطلحين بتطور لغوي منفصل، من الكلمة diploma (دبلومة)، التي كانت تشير في البداية إلى مادة كتابة مطوية، وبالتالي فإن كلا المصطلحين يشيران إلى المواد التي يُركّز عليها في علم الوثائق ومواد وأوراق إثبات الشخصية التي يحملها الدبلوماسيون.
وقد تمت صياغة المصطلح الوثائق من خلال الراهب البنيديكتي جيان مابيلون، الذي قام في عام 1681 بنشر معاهدته المكونة من ستة مجلدات، De re diplomatica (باللاتينية: تقريبًا، «دراسة الوثائق»). ومنذ تلك اللحظة، دخلت الكلمة إلى اللغة الفرنسية لتصبح diplomatique، ثم دخلت الإنجليزية باسم diplomatic أو diplomatics.

## التعريفات
يعرف قاموس ويبستر (1828) كلمة diplomatics على أنها «علم الدبلومات أو الكتابات القديمة والأدب والمستندات العامة والخطابات والمراسيم والمواثيق والرموز وما إلى ذلك، والذي يتوجب، كهدف له، فك شفرة الكتابات القديمة، من أجل التحقق من مصداقيتها وتاريخها والتوقيعات الموجودة بها، وما إلى ذلك.»
وفي وقت معاصر، قام جورجيو سينسيتي (Giorgio Cencetti) بتعريف النظام على أنه دراسة Wesen [حاضر] وWerden [مستقبل] الوثائق، وتحليل التكوين، والدستور الداخلي ونقل المستندات، وعلاقتها بالحقائق الموثقة بها وبمن قاموا بعملها". يعرف بيتر بيل (Peter Beal) هذا المصطلح على أنه "علم أو دراسة المستندات والسجلات، بما في ذلك شكلها ولغتها ونصوصها ومعناها. وهو يشتمل على معرفة أمور تتعلق بصياغة وإجراءات الأنواع المحددة من المستندات، وفك رموز الكتابة، وتحليل المستندات والتحقق من مدى مصداقيتها."
حسبما يفهم معظم العلماء المعاصرين في الغالب، يتعلق علم الوثائق بتحليل وترجمة العناصر اللغوية الموجودة في المستند. إلا أنه، على الرغم من ذلك، يرتبط عن كثب بعدة أنظمة موازية لها، بما في ذلك دراسات علم الكتابة اليدوية القديمة وعلم النحت على المعادن وعلم المخطوطات والمصادر، والتي تتعلق كلها بالسمات المادية وتاريخ المستندات، والتي تُنفّذ جميعها مع تحليل الوثائق. وبالتالي فإن المصطلح «الوثائق» يستخدم في بعض الأحيان استخدامًا أوسع نطاقًا إلى حد ما، بحيث يشتمل على بعض المجالات الأخرى تلك (كما كان الحال في العمل الأصلي لمابيلون، وكما هو مضمن في التعريفين الواردين في ويبستر والاقتباس المأخوذ عن بيل أعلاه).
وقد أشار كريستوفر بروك، وهو مدرس متميز يعمل في مجال الوثائق، إلى سمعة النظام في عام 1970 على أنه «علم ضخم وكئيب... فهو نوع من أنواع الألعاب التي تُلعب بمجموعة قليلة من العلماء، معظمهم من العصور الوسطى، وهو لا يضر طالما أنه لا يسيطر ولا يحجب التحقيقات التاريخية، أو، ربما، أشهر التعريفات أنه وسيلة مساعدة للفهم يستخدمها العلماء وطلاب الأبحاث فقط إذا توفر لهم الوقت للابتعاد عن الأغراض الأخرى الأكثر جدية.»

## تاريخ علم الوثائق
في فترات التاريخ القديم والعصور الوسطى، كان لا ينظر إلى مصداقية المستند على أنها ترتبط جوهريًا بإنشائه أو تنسيقه. فكان ينظر إلى المصداقية على أنها تأتي من المكان الذي يُحفظ المستند به ويُخزن في، على سبيل المثال، المعابد والمكاتب العامة والأرشيفات. ونتيجة لذلك، كان يمكن لأصحاب الدوافع السيئة إعطاء المستندات المزيفة مصداقية عالية من خلال إيداعها في الأماكن التابعة للسلطة. وقد انتقل علم الوثائق من الحاجة إلى وضع معايير جديدة إلى المصداقية من خلال التحليل الهام لأشكال المستندات الخارجية والداخلية.
أصبح علم الوثائق هامًا أثناء الإصلاح والإجراءات المضادة للإصلاح. إلا أن ظهور هذا العلم على أنه نظام فرعي مميز يعود عمومًا إلى نشر مابيلون لكتابه De re diplomatica في عام 1681. وقد بدأ مابيلون في دراسة المستندات القديمة مع التوجه نحو التحقق من مصداقيتها نتيجة الشكوك التي أثارها دانيل فان بابينبرويك اليسوعي حول مستندات الميروفنجيون من دير سانت دينيس. وأثناء العصور الوسطى، شاع إصدار المواثيق وغيرها من المستندات المزيفة، سواء من أجل توفير المستندات المكتوبة للحقوق المتاحة أو من أجل تعزيز قبول الحقوق التي طُولب بها. وقد أدت أعمال مابيلون إلى خلق وعي أكثر حيوية بالتواجد المحتمل للمستندات المزيفة أو المزورة، في مجالي التاريخ والقانون.
وعلى الرغم من أنه ما زال يُنظر إلى مابيلون كثيرًا بأنه «الأب الروحي» لعلم الوثائق، فإن هناك محطة أكثر أهمية في مجال شحذ بطارية التقنيات العملية والتي تمثل النظام الحديث ألا وهي نشر كتاب رينيه بروسبير تاسين وتشارليز فرانسوا توستين المسمى Nouveau traité de diplomatique، والذي صدر في 6 مجلدات في الفترة بين 1750 و1765.
وأهم الأعمال التي صدرت باللغة الإنجليزية كان كتاب توماس مادوكس الذي أسماه Formulare Anglicanum، والذي نُشر في عام 1702. ورغم ذلك، وعمومًا، درس هذا النظام العلماءُ القاريين دراسة أكثر من العلماء في بريطانيا.
وفيما يتعلق بأصولها، يرتبط علم الوثائق ارتباطًا وثيقًا بالمستندات الخاصة بفترة العصور الوسطى. ومع ذلك، قال العلماء في الآونة الأخيرة أن العديد من نظرياتهم ومبادئهم يمكن تعديلها وتطبيقها على علم الأرشفة المعاصر.

## استخدام علم الوثائق
تعد دراسة علم الوثائق أداة قيمة للمؤرخين، حيث إنها تتيح لهم القدرة على تحديد هل المستندات التاريخية والأرشيفات المزعومة هي مستندات أصلية في الواقع أم مستندات مزورة. كما يمكن استخدام التقنيات الخاصة به كذلك للمساعدة على تحديد تاريخ للمستندات غير المؤرخة.
وهناك العديد من التطبيقات المشابهة في مجال القانون.
وقد اشتملت بعض الحالات الشهيرة التي استُخدمت فيها مبادئ علم الوثائق على ما يلي:
- دليل لورينزو فالا على تزييف تبرع قسطنطين. لقد سبقت أعمال فالا مابيلون بنحو قرنين، وكانت بمثابة أول تطبيق لمبادئ علم الوثائق الحديث والعلمي.
- خدعة يوميات هتلر (1983).
- الأرشيفات القومية في المملكة المتحدة (مستندات مارتن ألين) أو مستندات هيملر المزورة (2005).

## إصدارات ونسخ الوثائق
إصدار المستند إصدار (مطبوع أو في نسخة إلكترونية) من نص مخطوطة تاريخية يهدف إلى إعادة إنتاج كل الميزات الهامة في المخطوطة الأصلية بأكبر قدر ممكن من الدقة فيما يتعلق بالطباعة، بما في ذلك الهجاء وعلامات الترقيم والاختصارات وعمليات الحذف والإدراج وغيرها من التعديلات. وبنفس الطريقة، تحاول عملية نسخ الوثائق تمثيل كل ميزات المخطوطة الأصلية من خلال علامات تحريرية. ويستخدم المصطلح أشباه الوثائق للإشارة إلى إصدار أو نسخة تهدف إلى إعادة إنتاج بعضًا فقط من هذه المميزات المتاحة في المستند الأصلي.
ويتميز إصدار الوثائق عن إصدار الفاكسيميلي ، والذي يستخدم، في العصر الحديث الصور الفوتوغرافية أو الرقمية، وعن فاكسيميلي النوع (مثل منشور إبراهام فارلي منشور كتاب يوم القيامة)، والذي يهدف إلى إعادة إنتاج شكل الكتاب الأصلي من خلال استخدام خط خاص.

## وصلات خارجية
- Virtual Library Historical Auxiliary Sciences - Diplomatics
- Online-Database LBA online نسخة محفوظة 13 يناير 2009 على موقع واي باك مشين. provided by the Lichtbildarchiv älterer Originalurkunden at جامعة ماربورغ (Germany, state of Hesse)
- Vocabulaire international de la diplomatique, ed. Maria Milagros Cárcel Ortí, 2. ed., Valéncia 1997 (Collecció Oberta), online version
- The International Research on Permanent Authentic Records in Electronic Systems (InterPARES)